# گروم‌بریج ۳۴
گروم‌بریج ۳۴ یک ستاره است که در صورت فلکی زن برزنجیر قرار دارد.